# Жуков, Сергей Владимирович
Сергей Владимирович Жуков (род. 1952) — российский спортсмен, организатор спортивной работы, ветеран спецслужб.

## Биография
Окончил Московский авиационный институт. Много лет проходил службу на различных должностях в органах КГБ СССР — ФСБ России. Непосредственно участвовал в боевых действиях на Северном Кавказе во время первой и второй Чеченских кампаний, а также в спецоперациях за границей России.
С начала 70-х годов начал изучать каратэ стиля Кёкусинкай под руководством А. И. Танюшкина в Москве. После отъезда на длительный период А. И. Танюшкина на работу за границу возглавил развитие Кёкусинкай в России. В 1980-е годы отошёл от Кекусинкай.
В 1996 году создал Федерацию тайского бокса России и возглавлял её в должности президента (1996—2007), а также в качестве главного тренера сборной. Под его руководством сборная команда России по тайскому боксу заняла первое место на чемпионате Европы (1998, 2002) и на чемпионате мира (2003). С 2007 года — почётный президент Федерации тайского бокса России.
Долгое время являлся представителем России в Международной федерации Муай Тай. Почётный президент профессиональной Российской лиги Муай Тай.
Член редакционного совета журнала «Чёрный пояс». Имеет 6 авторских свидетельств.

## Спортивные достижения
- бронзовый призёр чемпионата мира (1999),
- серебряный призёр чемпионата Европы (2000)[1].

## Награды
- медаль ордена «За заслуги перед Отечеством» II степени;
- орден Мужества[1];
- медаль «За отвагу»[1];
- ведомственные и общественные награды;
- Мастер спорта (каратэ, рукопашный бой и служебное многоборье);
- Заслуженный тренер России (тайский бокс, 2004);
- национальная премия в области боевых искусств «Золотой пояс» в номинации «На службе Отечеству» (27.1.2007).